# Dinotrema erectum
Dinotrema erectum är en stekelart som beskrevs av Papp 2003. Dinotrema erectum ingår i släktet Dinotrema och familjen bracksteklar. Inga underarter finns listade i Catalogue of Life.